# Чернушка (город)
Черну́шка — город (с 1966 года) на юге Пермского края в Российской Федерации. Административный центр Чернушинского муниципального района, с 23 февраля 2019 года, после реформы местного самоуправления, является также административным центром Чернушинского городского округа.
Население — 33 092 чел. (2023). Площадь города — 29,11 км².
На территории города расположена железнодорожная станция Чернушка на линии Москва — Казань — Екатеринбург Горьковской железной дороги.
Промышленный центр юга Пермского края, где действуют предприятия нефтяной, строительной и перерабатывающей отраслей.

## Этимология
Своё название населённый пункт получил от небольшой реки, протекавшей среди болотистых, покрытых густой осокой берегов: воды её были всегда мутные, тёмные, так как солнечный свет с трудом проникал через густой, едва проходимый лес. За это и прозвали её крестьяне Чернушкой.

## Физико-географическая характеристика

### Географическое положение
Город расположен в восточной части Буйской волнистой равнины, на равнинно-холмистом Приуралье, на отрогах Тулвинской возвышенности, в зоне широколиственно-хвойных лесов, испытавших заметное антропогенное воздействие.
| С-З | Киров ~ 643 км. Воткинск ~ 187 км.    | Пермь ~ 232 км. Оса ~ 112 км. | Ханты-Мансийск ~ 1636 км. Кунгур ~ 145 км.   | С-В |
| З   | Москва ~ 1457 км. Чайковский ~ 150 км | Роза ветров                   | Красноуфимск ~ 235 км Екатеринбург ~ 379 км. | В   |
| Ю-З | Янаул ~ 219 км. Казань ~ 627 км.      | Бирск ~ 194 км. Уфа ~ 290 км. | Златоуст ~ 497 км. Челябинск ~ 604 км.       | Ю-В |

### Рельеф и геологическое строение
Город расположен на восточной окраине Русской платформы, где платформа погружается на глубину от 4 до 6 км, образуя Предуральский краевой прогиб, который заполнен слоями осадочных пород, в основном морского происхождения.
Рельеф местности, где расположен город — холмистая равнина, в целом в пределах города перепады уровней незначительные.
Общая площадь территории Чернушинского городского поселения 3340 га, из них город Чернушка занимает 2911 га, п. Азинский — 400 га и городское кладбище — 29 га. Структура земельного фонда: земли сельскохозяйственного назначения — 1371 га, лесные площади — 548 га, лесные насаждения — 79 га, водные массивы — 33 га, застроенная территория занимает — 1309 га.

### Экологическое состояние и охрана природы

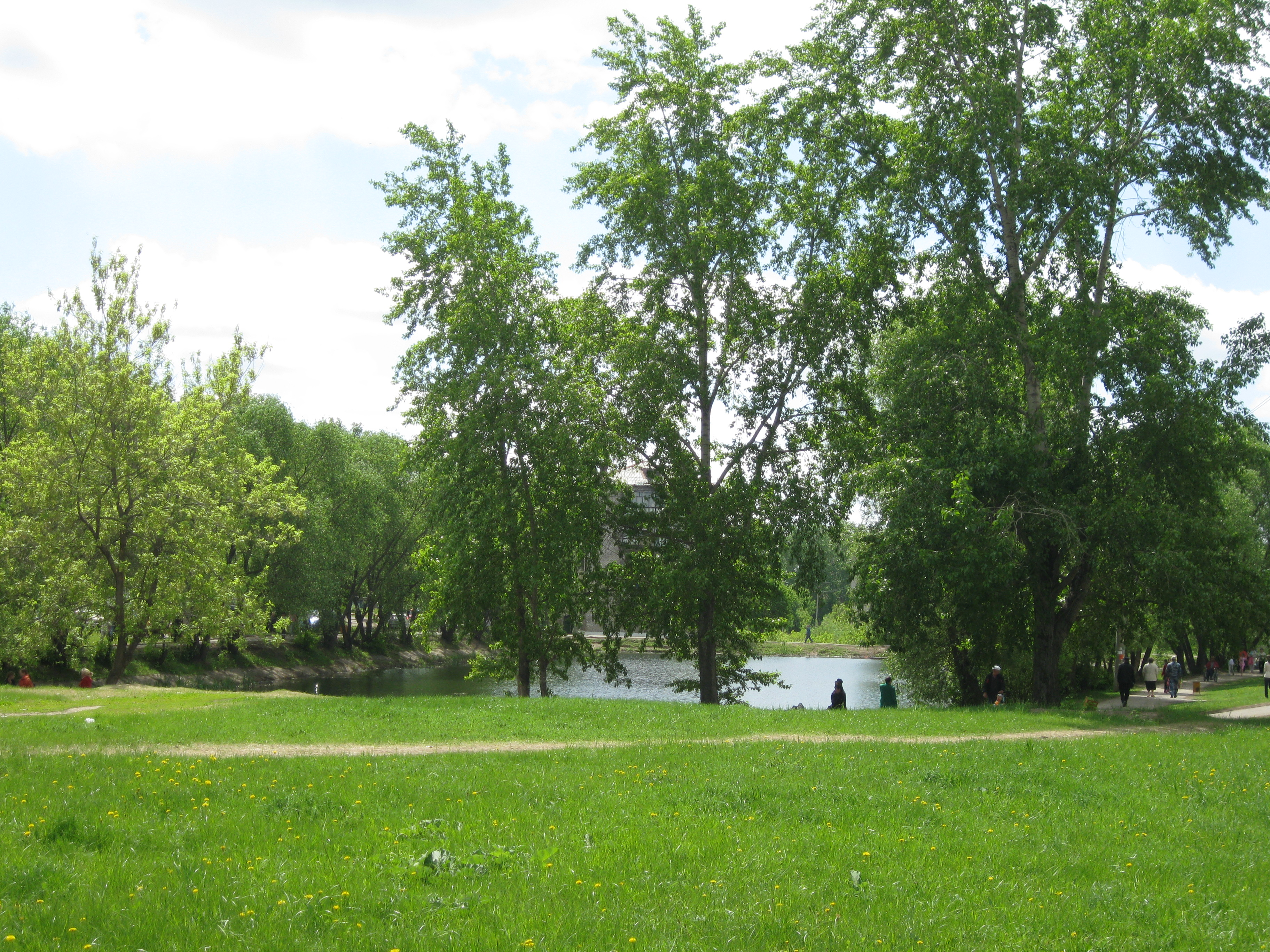
Городской пруд

Воздушный бассейн города загрязняется выбросами из котельных и выхлопами автотранспорта (замеры СЭС показали превышение ПДК в час пик в 2—3 раза).
Подземные воды также значительно загрязнены в основном из-за негерметичности эксплуатационных колонн нагнетательных скважин нефтепромыслов, вследствие чего в воды попадают нефтепродукты, реагенты, сероводород.
В городе расположена особо охраняемая природная территория местного значения «Городской парк культуры» (представляет собой елово-липовый крупнотравный лес площадью 87,0 га).

### Гидрология
По территории города протекает небольшая одноимённая речка, на которой сделан пруд. Вблизи города протекают реки, которые имеют рекреационное значение: Танып, Стреж, Кармалка.

### Климат
Климат умеренно континентальный. Характерна продолжительная зима и довольно жаркое лето. Значительны суточные и годовые амплитуды температур. Годовая амплитуда температур составляет 50—60 °C.
Среднегодовая температура воздуха +1,5 °C; средняя температура января −17,6 °C; средняя температура июля +19,8 °C.
- Самая высокая температура: +40 °C (июль 2012 года);
- Самая низкая температура: 0 −54 °C (1 января 1979 года);
- Самый сильный ветер: 0.000 33 м/с.

Средняя годовая норма осадков составляет 583 мм; максимальное количество осадков обычно приходится на июнь-август, а минимальное на январь-февраль.
Устойчивый снежный покров образуется в первую декаду ноября, а начало разрушения приходится на третью декаду апреля. В третьей декаде марта высота снежного покрова может достигать 80 см. В 1999 году высота снежного покрова достигла 106 см.
Нормальное атмосферное давление — 743 мм рт. ст.
Преобладающими ветрами являются юго-западный и западные. С сентября по апрель дуют южные и юго-западные ветры, а с апреля по сентябрь — западные. Скорость ветра колеблется от 3 до 5 м/сек. Наибольшей скорости ветра достигают весной и осенью, летом иногда бывает штиль.
| Показатель                                     | Янв. | Фев. | Март | Апр. | Май  | Июнь | Июль | Авг. | Сен. | Окт. | Нояб. | Дек. | Год   |
| ---------------------------------------------- | ---- | ---- | ---- | ---- | ---- | ---- | ---- | ---- | ---- | ---- | ----- | ---- | ----- |
| Средний суточный максимум, °C                  | −10  | −9   | −1   | 8,0  | 18,0 | 23,0 | 24,0 | 21,0 | 15,0 | 6,0  | −3    | −9   | +6,9  |
| Средний суточный минимум, °C                   | −17  | −17  | −11  | −2   | 5,0  | 11,0 | 13,0 | 10,0 | 6,0  | 0    | −8    | −15  | −2,1  |
| Норма осадков, мм                              | 26,3 | 21,4 | 17,9 | 20,6 | 31,8 | 44,8 | 56,3 | 41,5 | 37,7 | 43,9 | 31,6  | 25,7 | 399,5 |
| Источник: Monthly Averages for Chernyshka, RUS |      |      |      |      |      |      |      |      |      |      |       |      |       |

### Часовой пояс
Чернушка, как и весь Пермский край, находится в часовой зоне МСК+2. Смещение применяемого времени относительно UTC составляет +5:00.

## История

### Ранняя история
Первое упоминание о населённом пункте Чернушка обнаружено в ревизской сказке за 1858 год, где указано, что деревня Чернушка на 4 двора, основанная переселенцами из-под Чердыни, существует с 1854 года. К 1869 году здесь насчитывалось уже 35 дворов.
Большую роль в развитии населённого пункта сыграло строительство с 1913 по 1920 год Казанбургской железной дороги (Казань — Екатеринбург) как части Транссибирской железнодорожной магистрали. Трасса будущей железной дороги была разделена на 7 участков, Чернушка входила в 4-й участок (головная организация находилась в Сарапуле, штаб строителей находился в Тауше, здесь же жило руководство, а строители жили в бараках в Чернушке). В 3—4 км от деревни Чернушки были построены железнодорожная станция и пристанционный посёлок, получившие название по названию близлежащей деревни — Чернушка.
Во время гражданской войны на территории Чернушинского района, вдоль железной дороги велись особо ожесточённые бои, так как владение ею не только позволяло осуществлять транспортные операции, но и оперативно использовать имеющиеся резервы. В период 1918—1919 годов район железной дороги Казань-Екатеринбург был местом боевых действий 28-й стрелковой азинской дивизии, которая трижды прошла по территории будущего Чернушинского района мимо станции Чернушка.
В конце декабря 1918 года произошёл тяжёлый бой у станции Чернушка, на которой скопилось 170 железнодорожных вагонов с хлебом. Штаб В. М. Азина располагался в здании железнодорожного вокзала.

### Районный центр
В связи с переходом на новое административное деление, на базе Рябковской, Атняшинской, Бедряжской, Таушинской, Ермиевской волостей Осинского уезда Пермской губернии и Павловской, Верх-Татышлинской (частично) волостей Бирского уезда Уфимской губернии в феврале 1924 года был образован Рябковский район Сарапульского округа Уральской области.
Однако, в связи с удалённостью села Рябки от железной дороги, в декабре 1925 года было принято решение о переносе райцентра в Чернушку; соответственно район был переименован в Чернушинский. Специальным решением правительства в 1929 году под районный центр были отрезаны земли, которые принадлежали обществу крестьян деревни Чернушка. Начинается строительство общественных зданий, жилья. Часть домов строилась заново, часть перевозилась из деревень (реквизировали у кулаков и других репрессированных элементов или закупали у крестьян); были перевезены сюда и здания Спасо-Преображенского монастыря с Капканской горы. Некоторое время районные органы власти продолжали оставаться в селе Рябки; их окончательный переезд в Чернушку состоялся только в 1930 году.
Отнести населённый пункт Чернушка Чернушинского района Молотовской области к категории рабочих посёлков.
Переименовать Чернушинский с/совет Молотовской области в Таушинский с/совет.
Председатель Президиума Верховного Совета РСФСР Н. Шверник.
Секретарь П. Бахмуров.
Москва 04.07.1945 года.
Новому районному центру хотели дать название «Азинский», но оно не закрепилось, потому что население привыкло к слову «Чернушка» и упорно держалось этого названия.
Началось интенсивное строительство промышленных предприятий, административных и жилых зданий в Чернушке. В 1930 году открыли машинно-тракторную станцию (действовавшую до 1958 года), в 1932 году построен льнозавод, проработавший до 1960-х годов. Также были построены соломитовый завод, изготовлявший соломенные маты для строительства жилых домов и хозяйственных построек и элеватор.
Во время Великой Отечественной войны в Чернушку были эвакуированы военный завод № 648 из Харькова, выпускавший полевые телефоны, цех по ремонту самолётов УТ-2 и школа лётчиков первоначального обучения ВВС и ВМФ. Впоследствии их перемещают на запад за наступающей Красной Армией.
На станции Чернушка в октябре-ноябре 1941 года была сформирована 48-я стрелковая бригада, в честь которой названа одна из улиц города. А в период с декабря 1941 года по май 1942 года формировалась 125-я стрелковая бригада.
После Великой Отечественной войны Указом Президиума Верховного Совета РСФСР от 4 июля 1945 года Чернушка получает статус рабочего посёлка. Хотя промышленность продолжала оставаться на довоенном уровне, начинаются миграционные процессы из соседних деревень и более быстрое развитие рабочего посёлка.
До 1958 года промышленность посёлка специализировалась на переработке сельхозпродукции. В конце 1940-х годов построены маслозавод, скотобойня. В 1954 году был построен районный пищекомбинат, который отправлял продукцию в 15 районов.

### Нефтедобыча
Преобразовать рабочий посёлок Чернушка Чернушинского района в город районного подчинения, сохранив за ним прежнее наименование.
Председатель Президиума Н. Игнатов.
Секретарь С. Орлов.
Москва, 1966, 7 февраля.
Важным этапом развития Чернушки является открытие месторождений нефти. Разработка нефтяных месторождений ведётся с конца 1940-х годов. С 1958 года началась промышленная добыча нефти, создание ряда нефтяных предприятий и строительство посёлка нефтяников. 1 июля 1958 года в Чернушке, а не в Куеде, как планировалось ранее, создано нефтепромысловое управление (НПУ). В 1971 году в результате структурных преобразований в министерстве нефтяной промышленности образовано объединение «Пермьнефть», а в её составе 5 управлений, в том числе нефте-газодобывающее управление (НГДУ) «Чернушканефть». Создаются многочисленные сервисные организации нефтяников: УБР (управление буровых работ), КРС (капитальный ремонт скважин), УТТ (управление технологического транспорта) и многие другие.
Указом Президиума Верховного Совета РСФСР от 7 февраля 1966 года Чернушке присваивается статус города.
В 1960—1980-е годы город интенсивно развивался. Строилось жильё, объекты соцкультбыта: школы, детские сады, магазины. В 1966 году был построен первый в городе пятиэтажный дом, далее город быстро оброс новыми пятиэтажками, было построено 6 девятиэтажек, в последние годы идёт массовое строительство трёхэтажных многоквартирных домов, построен новый бассейн «Жемчужина», новый православный храм.
В 1974 году была построена нефтеперекачивающая станция (НПС) и нефтепровод Чернушка-Калтасы. С годами объём добычи нефти только увеличивался, что в значительной степени повлияло на общеэкономическое развитие города. Максимум добычи пришёлся на 1976 год — 9 млн 462 тыс. тонн нефти. После этого объёмы добычи постепенно сокращались.
В 1990-е годы разрабатывались новые месторождения. В 1993 году на долю НГДУ «Чернушканефть» приходилось 45 % нефти, добываемой в области (4 175 800 тонн нефти).
С распадом СССР нарастали кризисные явления: заводы не принимают нефть, реализованная нефть не оплачивается (22,4 % от объёма реализации за 1993 год). Наиболее сложная ситуация сложилась к 2002 году, когда прекратил работу целый ряд предприятий связанных с обслуживанием нефтяников (Управление буровых работ и др.), в результате чего тысячи людей потеряли работу, а в 2004 году прекратило своё существование и НГДУ «Чернушканефть».
В 2008 году ситуация стабилизировалась: началось эксплуатационное бурение на Этышском месторождении. На территории района продолжают работу цеха добычи нефти и газа (ЦДНГ) ООО «ЛУКОЙЛ-ПЕРМЬ».

## Население
| 1959    | 1967    | 1970    | 1979    | 1989    | 1992    | 1996    | 1998    | 2000    |
| ------- | ------- | ------- | ------- | ------- | ------- | ------- | ------- | ------- |
| 12 094  | ↗17 000 | ↗21 106 | ↗28 102 | ↗34 835 | ↗36 400 | ↗37 400 | ↗37 500 | ↗37 700 |
| 2001    | 2002    | 2003    | 2005    | 2006    | 2007    | 2008    | 2009    | 2010    |
| ↗37 800 | ↘35 713 | ↘35 700 | ↗35 800 | ↗35 900 | →35 900 | ↗36 100 | ↗36 270 | ↘33 272 |
| 2011    | 2012    | 2013    | 2014    | 2015    | 2016    | 2017    | 2018    | 2019    |
| ↗33 300 | ↘33 169 | ↘32 807 | ↘32 669 | ↗32 687 | ↗32 982 | ↗33 010 | ↘32 909 | ↗32 952 |
| 2020    | 2021    | 2023    |         |         |         |         |         |         |
| ↗33 127 | ↘32 991 | ↗33 092 |         |         |         |         |         |         |

На 1 января 2025 года по численности населения город находился на 454-м месте из 1124 городов Российской Федерации.
В течение последних лет численность населения города растёт, как за счёт миграционного притока из сёл района, так и за счёт естественного прироста. Так в 2009 году естественный прирост населения составил 124 человека, а в 2008 году — 92 человека.
По данным переписи 2010 года численность населения составила 33 272 человека, в том числе 15 429 мужчин и 17 843 женщины.
Средний возраст чернушан — 34 года.
Национальный состав города неоднороден, но преобладает русское население, многочисленна община татар, башкир, есть удмурты, чуваши, марийцы, армяне и люди других национальностей.

## Административный статус и органы управления
Административный статус
С 1 января 2006 года в результате реформы местного самоуправления город Чернушка входит в состав Чернушинского городского поселения. В состав Чернушинского городского поселения помимо города Чернушка входит территория посёлка Азинский, который является сельским населённым пунктом.
Органы управления

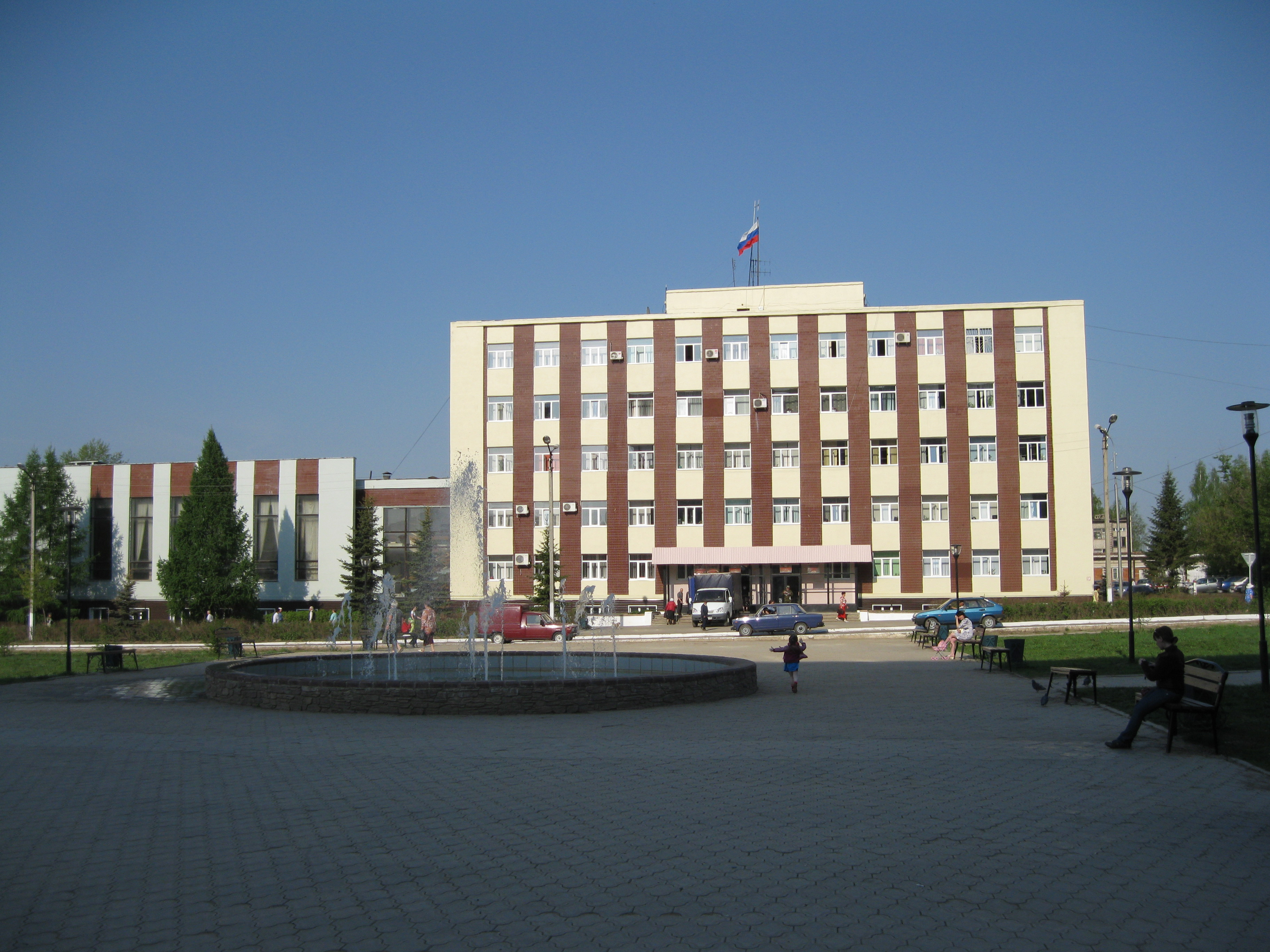
Здание Администрации Чернушинского муниципального района и Администрации Чернушинского городского поселения

Структуру органов местного самоуправления Чернушинского городского поселения составляют:
- представительный орган муниципального образования — Дума Чернушинского городского поселения;
- высшее выборное должностное лицо муниципального образования — глава Чернушинского городского поселения;
- исполнительно-распорядительный орган муниципального образования — администрация Чернушинского городского поселения;
- контрольный орган муниципального образования — контрольно-ревизионная комиссия Чернушинского городского поселения.

Дума Чернушинского городского поселения состоит из 20 депутатов, избранных по многомандатным избирательным округам (трёх -, четырёх -, пятимандатные) со сроком полномочий — 5 лет.
Председатель Думы — Ратегов Иван Леонидович.
Глава Чернушинского городского поселения является высшим должностным лицом поселения и возглавляет администрацию городского поселения и руководит ею на принципах единоначалия и личной ответственности. Глава поселения избирается гражданами, проживающими на территории поселения и обладающими избирательным правом, путём всеобщих, равных и прямых выборов при тайном голосовании сроком на 5 лет.
С 23 октября 2008 года Главой Чернушинского городского поселения является Кислицин Юрий Александрович.

## Символика
Официальными символами Чернушинского городского округа являются герб и флаг.

### Герб
Решением Земского Собрания от 02.04.1996 года М2104 был утверждён первый официальный герб. Описание герба: «в лазоревом поле чёрная нефтяная вышка, из-за которой выходит золотые солнечные лучи, всё это обрамлено венком из золотых дубовых листьев и колосьев, в нижней части венка герб Перми с цифрой „1924“ в главе щитка».
Второй в истории герб Чернушки утверждён Решением Земского собрания Чернушинского района от 13 июля 2001 года № 105 «О гербе города Чернушки». Описание герба: "В верхней части герб Пермской области. В нижней по зелёному полю из серебряного сосуда изливается по-золотому волнистая, чёрного цвета струя. Щит увенчан серебряной трёхбашенной короной, За щитом два накрест положенные золотые молотки, соединённые красной лентой, перевивающей золотые колосья. На ленте под оконечностью щита серебром «Чернушка».
.
Третий герб был утверждён Решением Думы Чернушинского городского поселения от 18.02.2011 № 188 «Об утверждении Положений о гербе и флаге Чернушинского городского поселения».
В золотом поле с чёрной волнистой оконечностью, червлёная, мурованная чёрным стена с чёрными же приоткрытыми воротами, створки которых украшены золотыми солнцами, по одному на каждой.Сайт Геральдика.ру
Четвёртый герб утверждён Решением Думы Чернушинского городского округа от 24.09.2020 № 286 «Об утверждении положений о гербе и флаге муниципального образования Чернушинский городской округ».

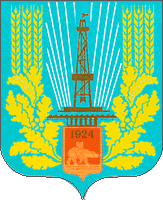
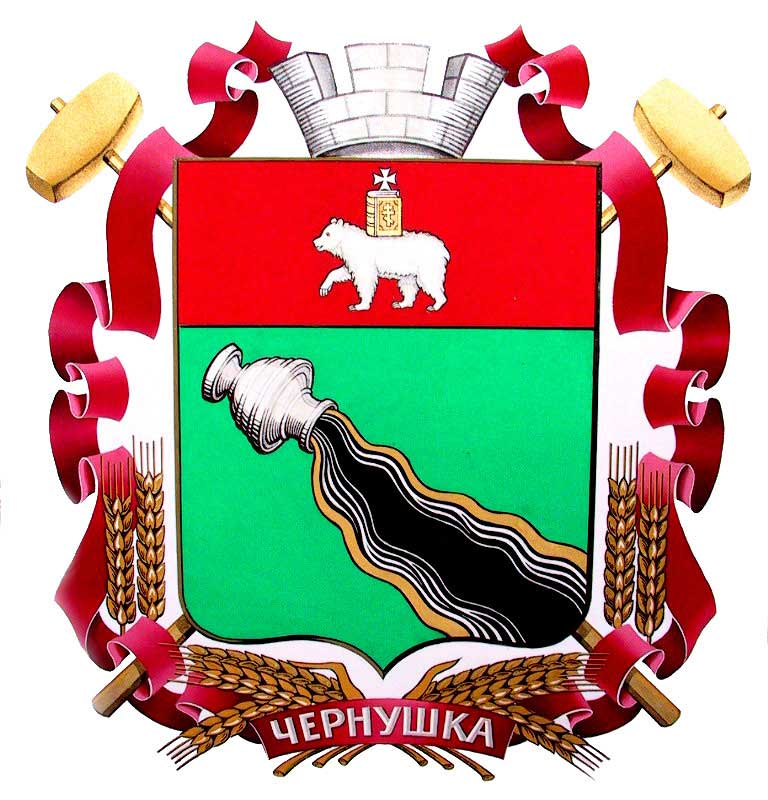
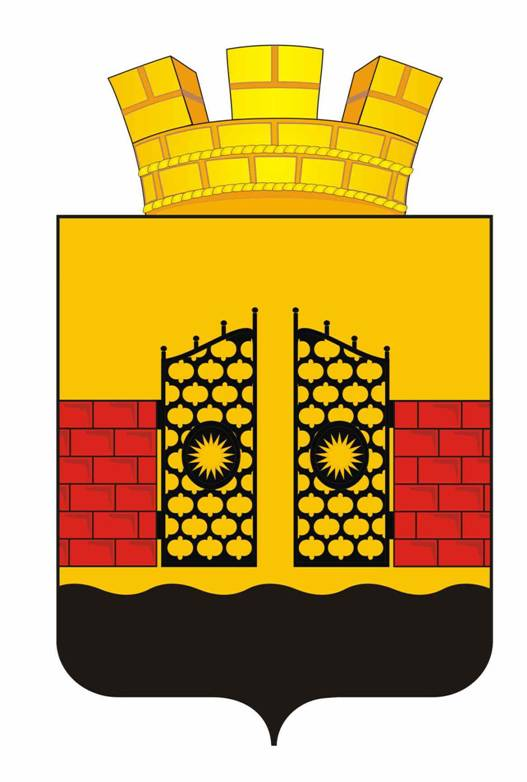
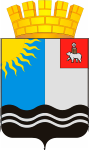

В лазорево-серебряно-черном рассечённом, пересечённом щите, в верхнем правом углу, выходящее на четверть золотое солнце с пламенеющими лучами, в левой вольной части  - герб Пермского края, в оконечности - двойная серебряная волна. Щит увенчан золотой башенной короной о пяти видимых зубцах.Сайт администрации Чернушинский городской округ 

### Флаг

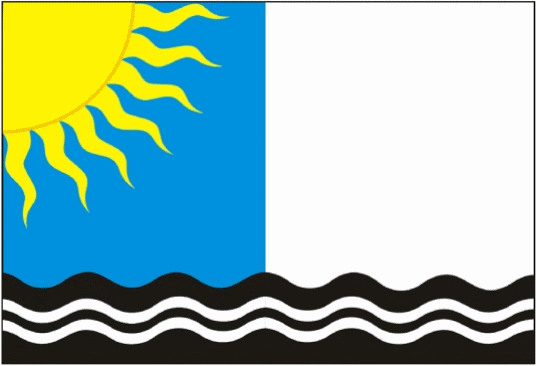
Флаг Чернушки (2020)

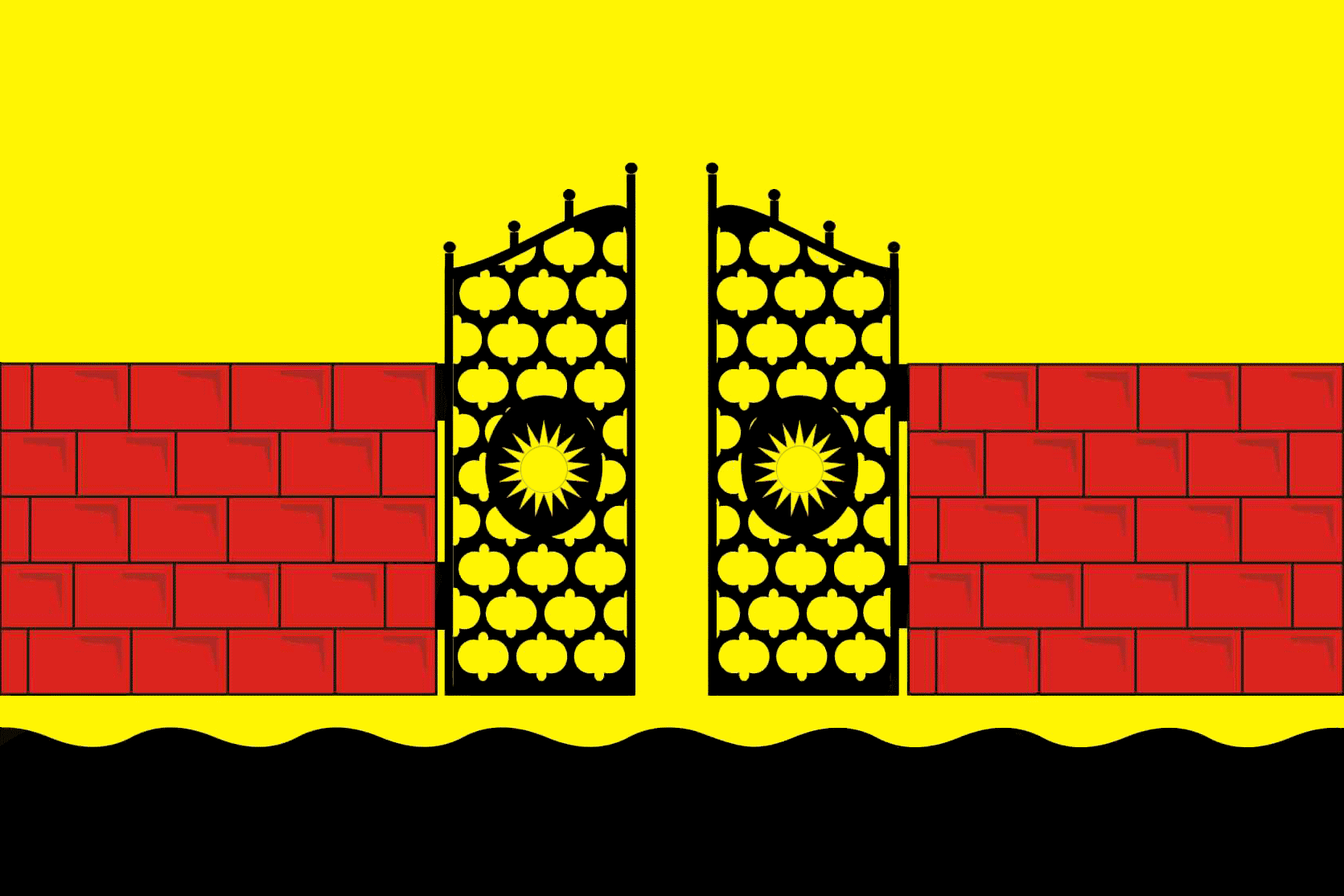
Флаг Чернушки (2011)

Ныне действующий флаг был утверждён решением Думы Чернушинского городского округа от 24.09.2020 № 286 «Об утверждении положений о гербе и флаге муниципального образования Чернушинский городской округ».
До этого флаг был утверждён решением думы Чернушинского городского поселения от 18 февраля 2011 года № 188 «Об утверждении Положений о гербе и флаге Чернушинского городского поселения», затем — решением думы Чернушинского городского округа от 24 сентября 2020 года № 286 «Об утверждении положений о гербе и флаге муниципального образования Чернушинский городской округ».
Прямоугольное полотнище жёлтого цвета с отношением ширины к длине 2:3, несущее вдоль нижнего края волнообразную чёрную полосу в 1/5 ширины полотнища, а в центре — изображение композиции из герба городского поселения: стены с приоткрытыми воротами; изображение выполнено в чёрном и красном цветах.Решение Думы Чернушинского городского поселения от 18.02.2011 № 188 «Об утверждении Положений о гербе и флаге Чернушинского городского поселения».

## Экономика
Чернушка сформировалась в промышленный центр юга Пермского края, с предприятиями нефтедобывающей, строительной и пищевой отраслей. В городе пересекаются железнодорожные и автомобильные пути сообщения.

### Промышленность
В городе действуют подразделение ООО «Лукойл-Пермь» — Центральная инженерно-технологическая служба «Чернушка» (ЦИТС «Чернушка»), курирующая работу цехов добычи нефти и газа (ЦДНГ) ООО «Лукойл-Пермь». ЦИТС «Чернушка» отвечает за работу ЦДНГ № 1, ЦДНГ № 2, ЦДНГ № 3, ЦДНГ № 10. Также в городе ведут деятельность нефтедобывающая организация ООО «Уралойл»; нефтесервисные организации Филиал ООО «Аргос» — ЧУРС в г. Чернушка, ООО «Чернушинское УТТ» — Спецнефтетранс. Также в Чернушке функционирует подразделение АО «Транснефть — Урал» — Промежуточная нефтеперекачивающая станция «Чернушка» (часть нефтепровода «Чернушка — Калтасы»)
Промышленность города кроме предприятий нефтяной сферы представлена также предприятиями строительной отрасли: заводом по выпуску керамического кирпича ООО «Чернушкастройкерамика», предприятием по строительству автомобильных дорог ООО «ДОРОС», и рядом строительных предприятий малого бизнеса. Также в городе представлены предприятия пищевой отрасли: ООО «МаСКо» (маслосыродельный комбинат); Чернушинское, ныне не действующее, РайПО.

### Банковский сектор

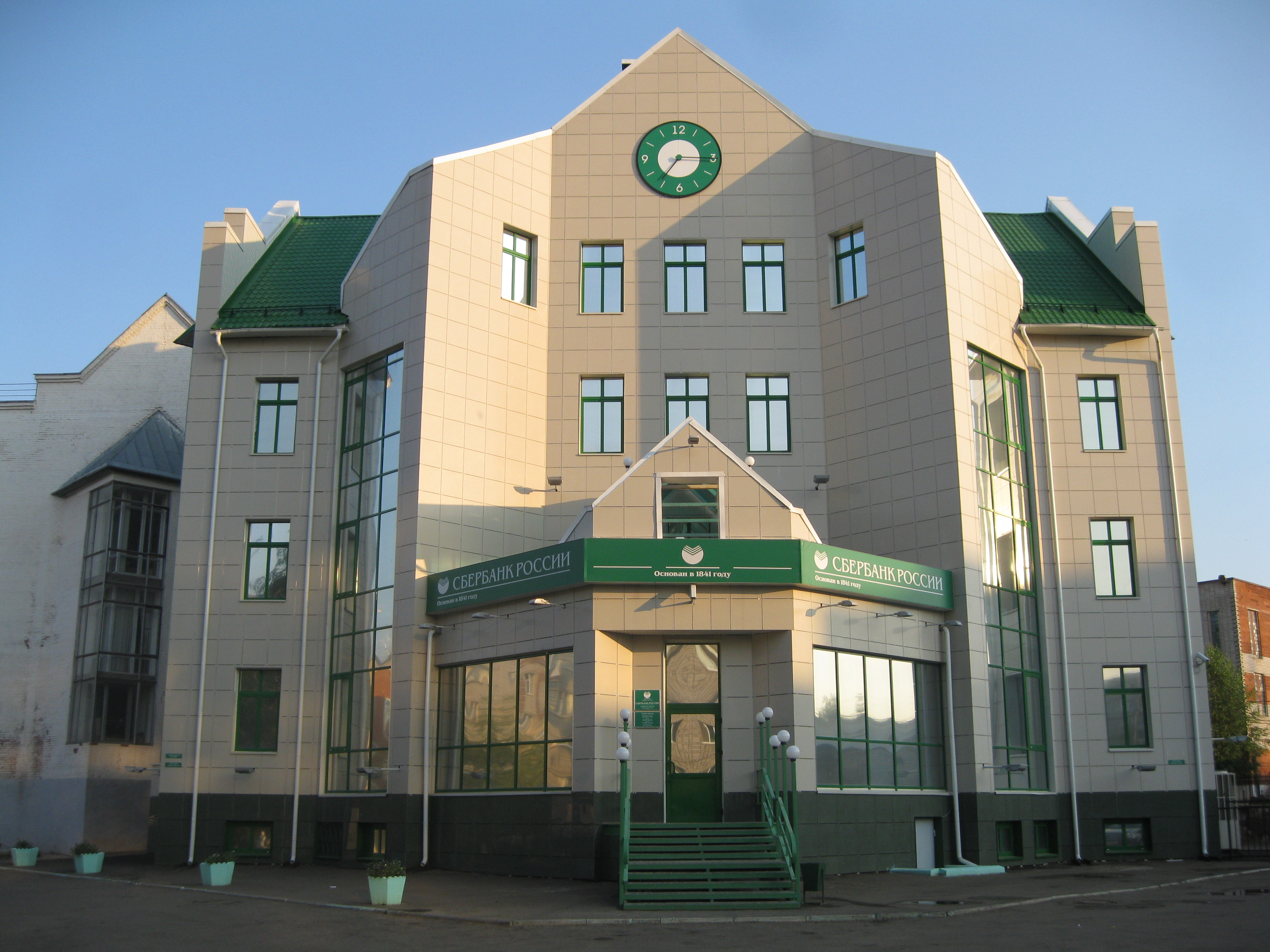
Офис Чернушинского отделения № 1668 Западно-Уральского Банка Сбербанка России

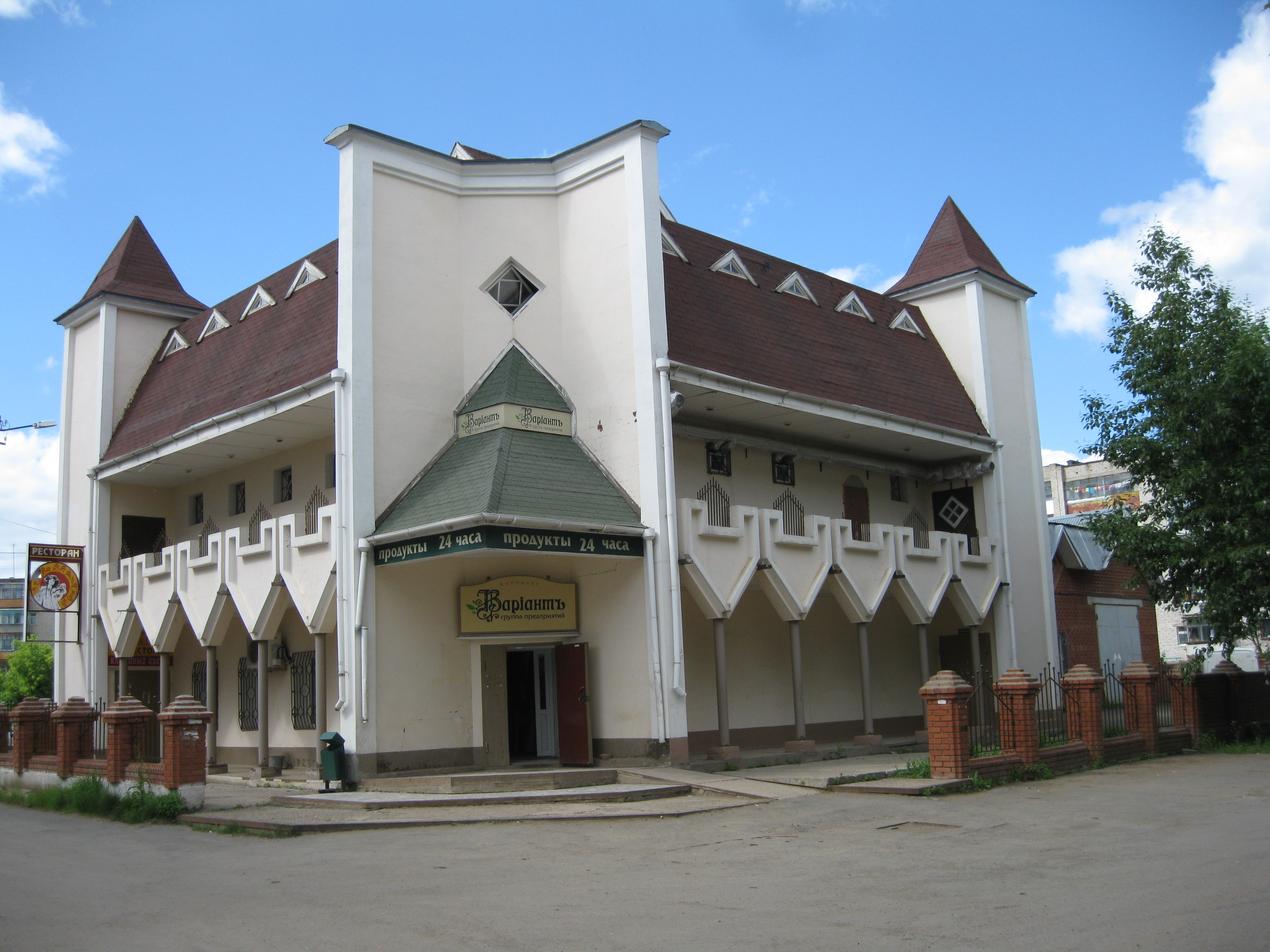
Магазин «Каменный цветок» в г. Чернушка

Банковские услуги на территории города в основном предоставляет Чернушинское отделение № 1668 Западно-Уральского банка Сбербанка России, также в городе действуют дополнительные офисы пермского филиала Банка «Открытие», пермского филиала Банка Москвы, пермского филиала «Россельхозбанк», пермского филиала «Восточный экспресс банк», пермского филиала Славянского банка и операционного офиса № 59ЧР/01 Хоум кредит энд финанс Банка.

### Торговля
Оптовую и розничную торговлю на территории города осуществляют преимущественно местные представители малого и среднего бизнеса. Также действуют магазины торговых сетей «Евросеть», «Связной», «Магнит», «Пятёрочка», «Монетка», «Семья», «Лион», «Красное Белое» и местная сеть магазинов «Вариант».

### Транспорт и связь

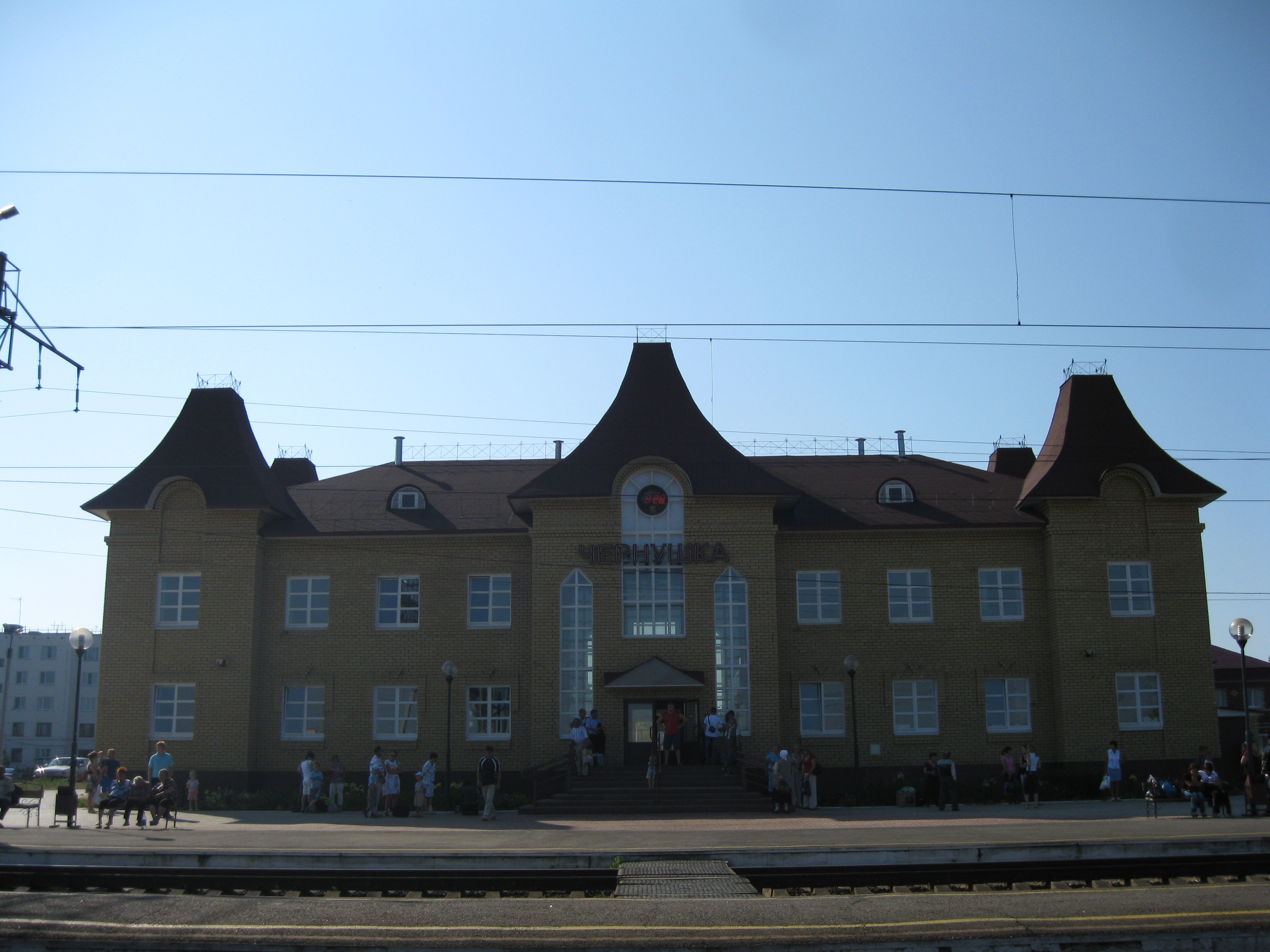
Железнодорожный вокзал
на станции Чернушка

Железнодорожный транспорт: С запада на восток через город проходит и делит его на северную и южную части электрифицированная двухпутная железная дорога Москва — Казань — Екатеринбург с высокой интенсивностью движения. На станции Чернушка формируются товарные составы, действует контейнерная площадка, ведётся приём и отгрузка различных видов товара. Пригородные поезда идут на запад до Янаула, Сарапула, Ижевска, на восток до Красноуфимска.
Автомобильный транспорт: Через Чернушку проходит ряд автомобильных дорог, соединяющих её с районами юга и центра края, районы края с городами и районами Башкортостана. Основная автомобильная дорога Оса — Чернушка.
Общая протяжённость автомобильных дорог по территории Чернушинского городского поселения составляет 97,769 км, в том числе с твёрдым покрытием 34,543 км.
Из Чернушки осуществляются регулярные автобусные маршруты: Чернушка — Пермь, Чернушка — Чайковский, Чернушка — Кунгур.
Через автовокзал Чернушка также проходят транзитные автобусные маршруты из Перми: Пермь — Уфа, Пермь — Оренбург, Пермь — Нефтекамск, Пермь — Куеда; из Екатеринбурга: Екатеринбург — Бирск, Екатеринбург — Дюртюли. Таким образом, Чернушинский район выполняет межрайонные и межрегиональные транзитные функции. В городе действует 3 (на 01.09.2023) автобусных маршрута, также существует несколько служб такси.
Городские автобусные маршруты:
| № | Маршрут следования                                                                    | Примечание |
| - | ------------------------------------------------------------------------------------- | ---------- |
| 1 | ул. Урицкого — м/р Б. Березник — Рынок — «Энтузиаст» — м/р Пермдорстрой               |            |
| 2 | Рынок — м/р Францева — ул. Мира — Поликлиника — маг. «Колос» — «Энтузиаст» — Рынок    | Кольцевой  |
| 3 | Рынок — «Энтузиаст» — маг. «Колос» — Торговый центр — ул. Мира — м/р Францева — Рынок | Кольцевой  |

Авиационный транспорт: До 1991 года в районе был представлен авиационный транспорт. Осуществлялось регулярное авиасообщение на самолётах Ан-2 с аэропортом Бахаревка города Пермь. Восстановление и строительство нового аэропорта в Чернушке включено в первую очередь (срок реализации — до 2015 года) Схемой территориального планирования Пермского края.
Связь: Услуги проводной телефонной связи и интернета на территории района обеспечивает ПАО «Ростелеком». Качество предоставления проводной связи достаточно на высоком уровне. Количество абонентов — 12 000.
Услуги сотовой связи кроме ПАО «Ростелеком» предоставляют также: ПАО «Мобильные ТелеСистемы» (МТС), ПАО «Вымпел-Коммуникации» (под торговой маркой «Билайн»), ПАО «МегаФон». В зону покрытия сотовой связи практически полностью входит Чернушка с пригородами.

### Жилищно-коммунальное хозяйство
Комплексное развитие жилищно-коммунального хозяйства города началось только со строительством посёлка нефтяников. Хотя, например, ещё до революции была построена водокачка на реке Стреж, но она работала только для нужд железной дороги.
С 1960-х годов начинается создание системы водоснабжения, отопления, водоотведения. В 1970-е годы была построена централизованная котельная.
Больших запасов подземных вод вблизи города не обнаружено, а неблагоприятное состояние водоёмов привело к тому, что в 1982 году был введён в действие магистральный трубопровод Таныпский водозабор — Крылово протяжённостью 98 км (возле реки Тулвы и села Крылово Осинского района было пробурено 78 скважин). В настоящее время этот трубопровод полностью обветшал, в связи с чем была проведена реконструкция водозабора на р. Танып (увеличение мощности, установка дополнительных очистных сооружений). С 2005 года в городе Чернушка используется таныпская вода.
В начале 1990-х годов НГДУ «Чернушканефть», в связи со сложной экономической ситуацией, сняло с себя бремя содержания социальной сферы и передало муниципалитету ведомственное жильё, детские сады, школы и предприятия коммунального хозяйства.

## Архитектура и планировка города
В городе около 100 улиц и 20 переулков с общей протяжённостью 132,5 км. Значительная часть застройки города была произведена в 1960—1980-е годы во многом типовыми зданиями. В городе около 80 пятиэтажных домов и 6 девятиэтажных домов.
В структуре жилого фонда Чернушинского городского поселения 530 тысяч квадратных метров составляют многоквартирные дома и 120 тысяч квадратных метров — частные дома. Средняя обеспеченность жильём на одного человека, проживающего в городе, составляет 17,9 квадратных метров, при утверждённой в Чернушинском муниципальном районе минимальной норме жилой площади на одного человека 15 квадратных метров.

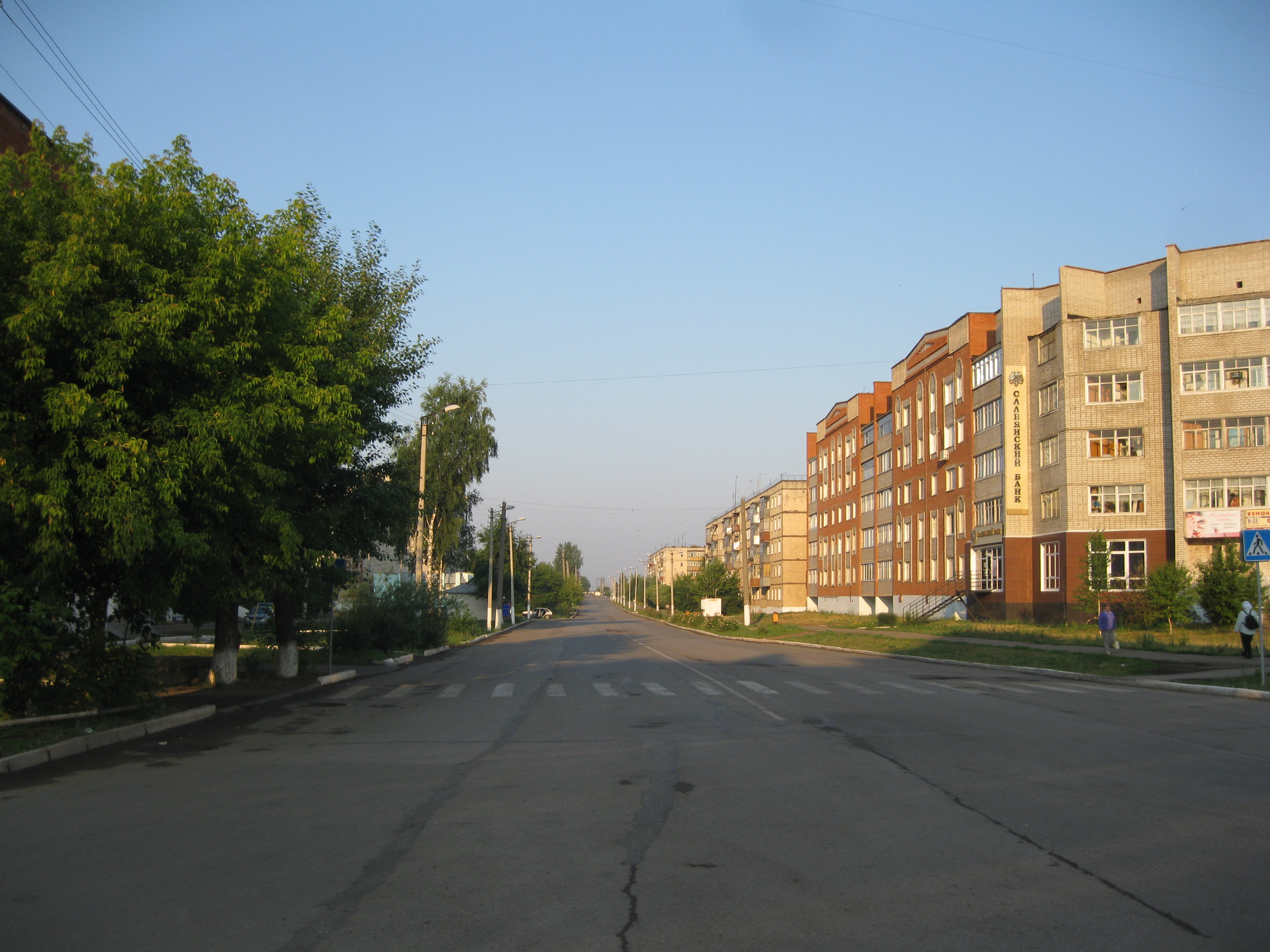
Улица Мира
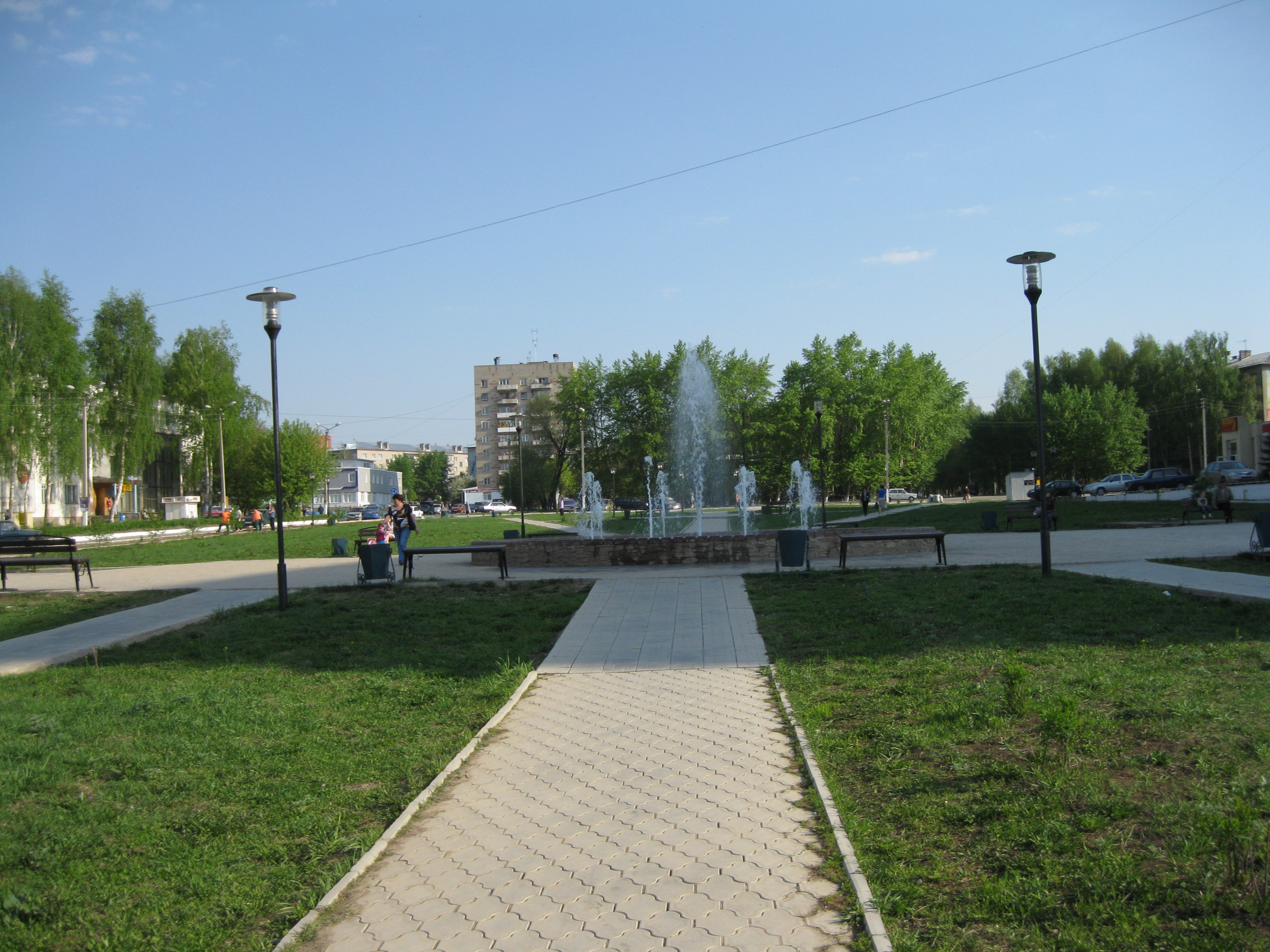
Площадь им. Копылова
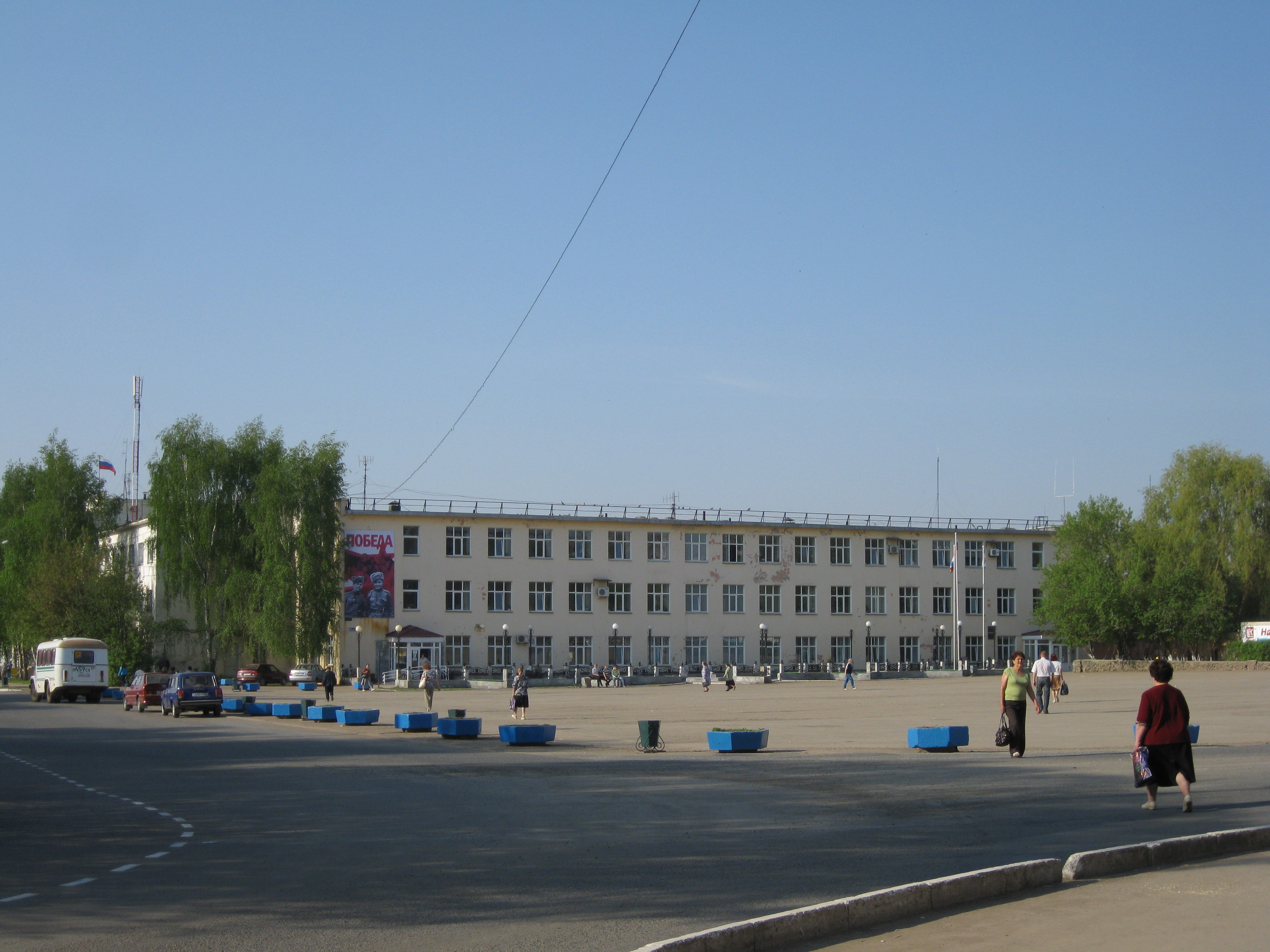
Площадь Нефтяников
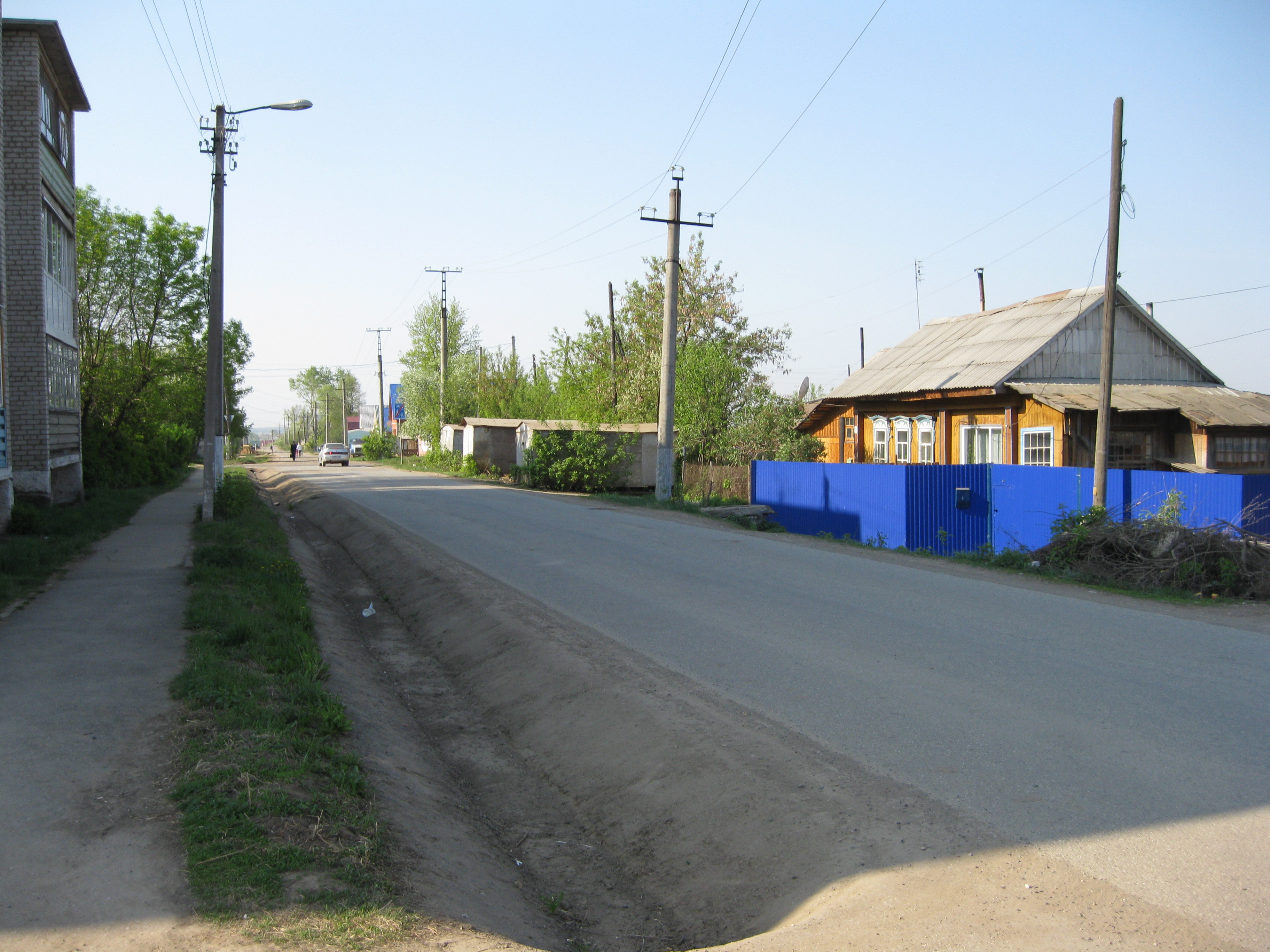
Улица Северная

## Социальная сфера и культура
В городе неплохо развито бытовое обслуживание: имеется ряд ресторанов, кафе, гостиниц. Осуществляют свою деятельность Спортивно-развлекательный центр «Фортуна», санаторий-профилакторий «Здоровье», химчистка.

### Образование

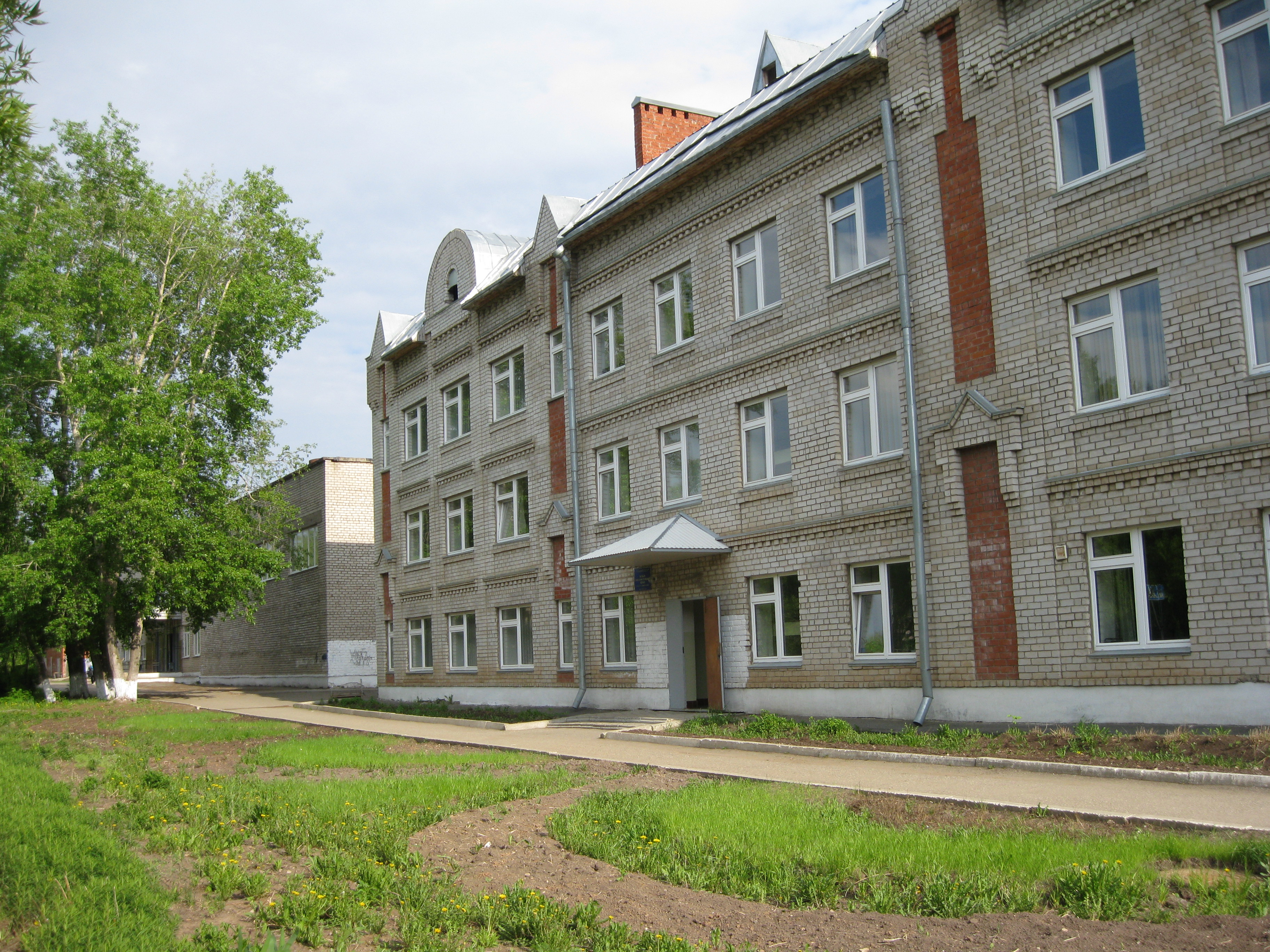
Новый образовательный центр при Средней общеобразовательной школе № 2

Первая школа была построена в 1923 году в посёлке железнодорожников, в 1928 году она стала пятилетней, затем — семилетней. В 1936 году началось строительство двухэтажного здания районной школы — семилетки (ныне школа № 1).
По состоянию на 2010 год в городе действуют:
- 1 гимназия — бывшая школа № 6;
- 1 кадетская школа — бывшая школа № 9;
- 3 средние школы — школы № 1, 2, 5;
- 1 коррекционная школа — бывшая школа № 4, с 1 сентября 2017 года частично (5—9-е классы) соединена со средней школой № 2;
- 1 «Центр образования»;
- Детская музыкальная школа имени Л. Л. Меля (с 1963 года);
- Детско-юношеская спортивная школа (с 1976 года);
- Детская художественная школа;
- Центр детского творчества (с 1959 года);
- Краевой политехнический колледж (с 2012 года, правопреемник[48] Чернушинского политехнического колледжа и Чернушинского механико-технологического техникума);
- 12 дошкольных образовательных учреждений.

### Здравоохранение

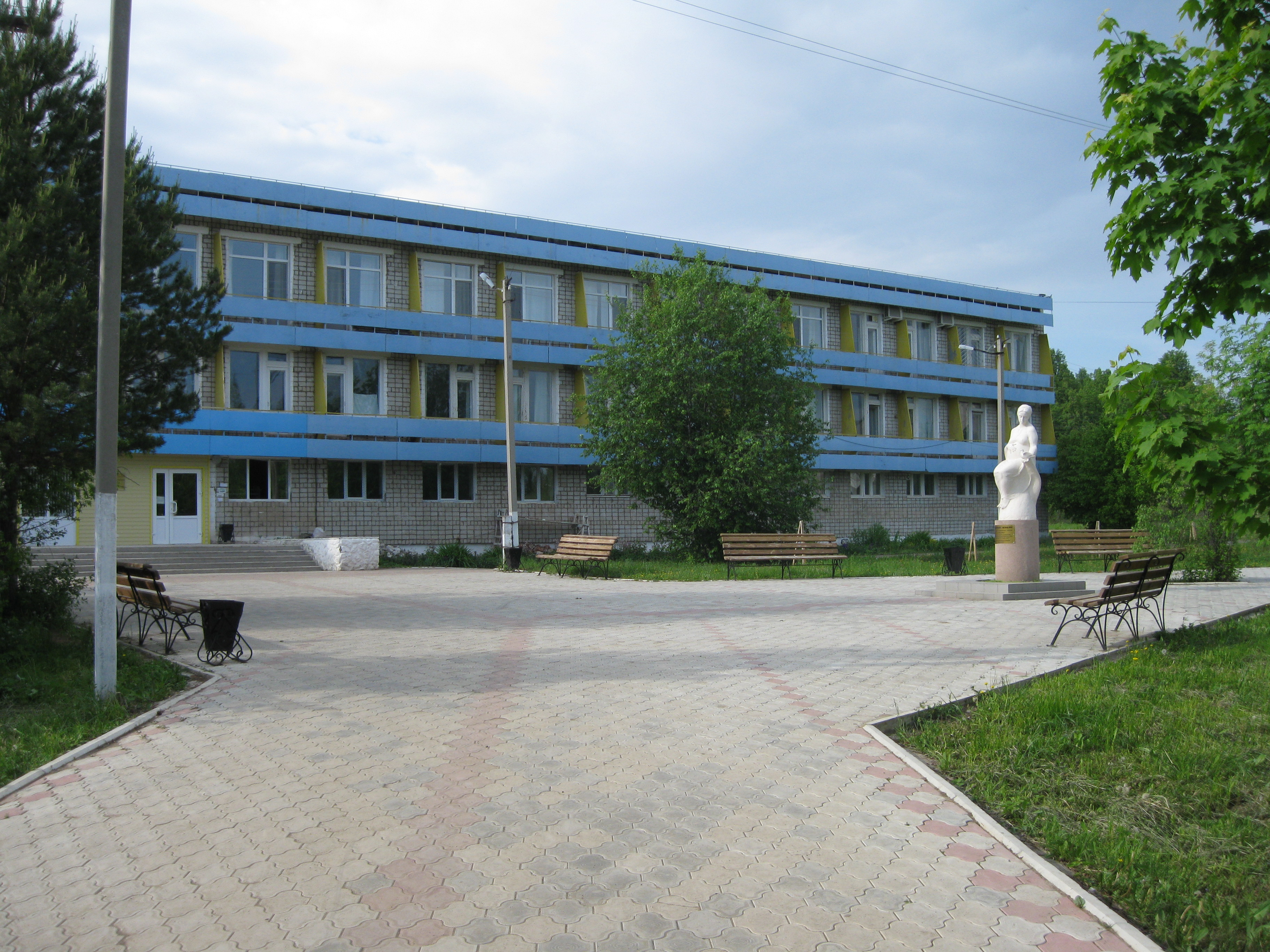
Перинатальный центр в больничном городке

В 1946 году в Чернушке была открыта больница на 30 коек в деревянном двухэтажном здании по улице Октябрьской; до этого в деревне Чернушка находилась только амбулатория, располагавшаяся в одном из небольших домов. 25 декабря 1962 года вступил в строй главный корпус (первое трёхэтажное кирпичное здание в Чернушке) Чернушинской больницы на 150 коек по улице Кирова и инфекционное отделение на 15 коек. В санпропускнике главного корпуса был открыт пункт скорой помощи. Вызова тогда обслуживали ещё на лошади, только в 1966 году была выделена машина скорой помощи. В 1974 году открыли 3-этажный больничный комплекс по улице Коммунистической.
К 1985 году в поликлинике имелось 12 терапевтических участков, 5 цеховых, 10 педиатрических, 5 акушерско-гинекологических. К 1993 году в Чернушинской больнице насчитывалось 565 коек по 20 профилям, 4 участковые больницы, 5 здравпунктов, 26 ФАПов, стоматологическая поликлиника. Были освоены новые методы исследования: фиброгастроскопия, ультразвуковое исследование, спирография, новые методы лечения в реанимационном отделении — плазмоферез, УФО-крови, гемосорбция, аппарат искусственной вентиляции лёгких и другие. В отделении переливания крови освоены новые методы переработки крови.
В январе 2000 года был сдан в эксплуатацию новый 4-этажный корпус, где в настоящее время размещается МУЗ «Чернушинская центральная районная поликлиника». В апреле 2004 года открыт Перинатальный центр, включающий женскую консультацию, акушерское отделение, отделение гинекологии..
Система здравоохранения города по состоянию на 2010 год представлена МУЗ «Чернушинская центральная районная поликлиника», МУЗ «Чернушинская стоматологическая поликлиника», МУЗ «Чернушинская центральная районная больница» на 290 коек, ГУЗ «Краевая психиатрическая больница № 7» на 43 койки. Кроме того, существуют несколько частных стоматологических кабинетов и частнопрактикующих врачей.

### Культура

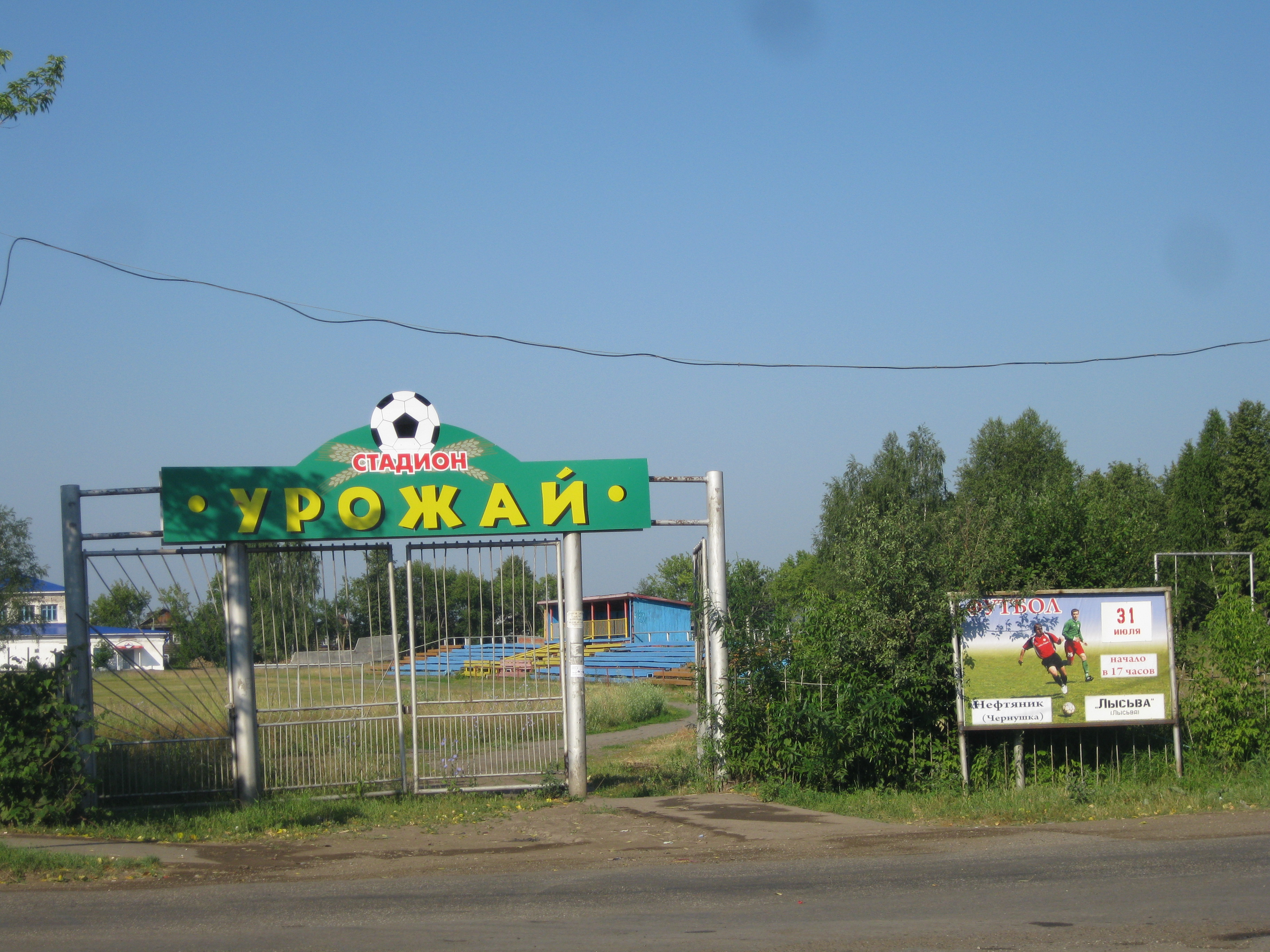
Стадион «Урожай»

Культурную жизнь города обеспечивают:
- Чернушинский краеведческий музей (открыт в 1975 году);
- Чернушинская районная библиотека (с 1932 года) и несколько её филиалов, в том числе детская библиотека, а также Чернушинская городская библиотека, получившая с 2007 года самостоятельный статус;
- драматический театр под руководством заслуженного работника культуры РФ Наговициной Лидии Фёдоровны[источник не указан 388 дней];
- народный ансамбль песни и танца «Прикамские узоры» под руководством Людмилы Васильевны Заретдиновой[источник не указан 388 дней].

В конце сентября 2017 года в Чернушке открылся двухзальный кинотеатр «Rial-film».

### Спорт
Основная спортивная жизнь города сосредоточена в детско-юношеской спортивной школе, где занимаются в секциях бадминтона, баскетбола, волейбола, футбола, дзюдо, лыжных гонок, лёгкой атлетики, бокса, большого тенниса, конного спорта, художественной гимнастики.
С 1937 года в Чернушке функционирует стадион «Урожай», на котором проводятся футбольные матчи как местного, так и краевого уровней.
С 2021 года в Чернушке при поддержке компании «Лукойл» у города появился современный стадион на территории гимназии (бывшая школа № 6).

### Религия

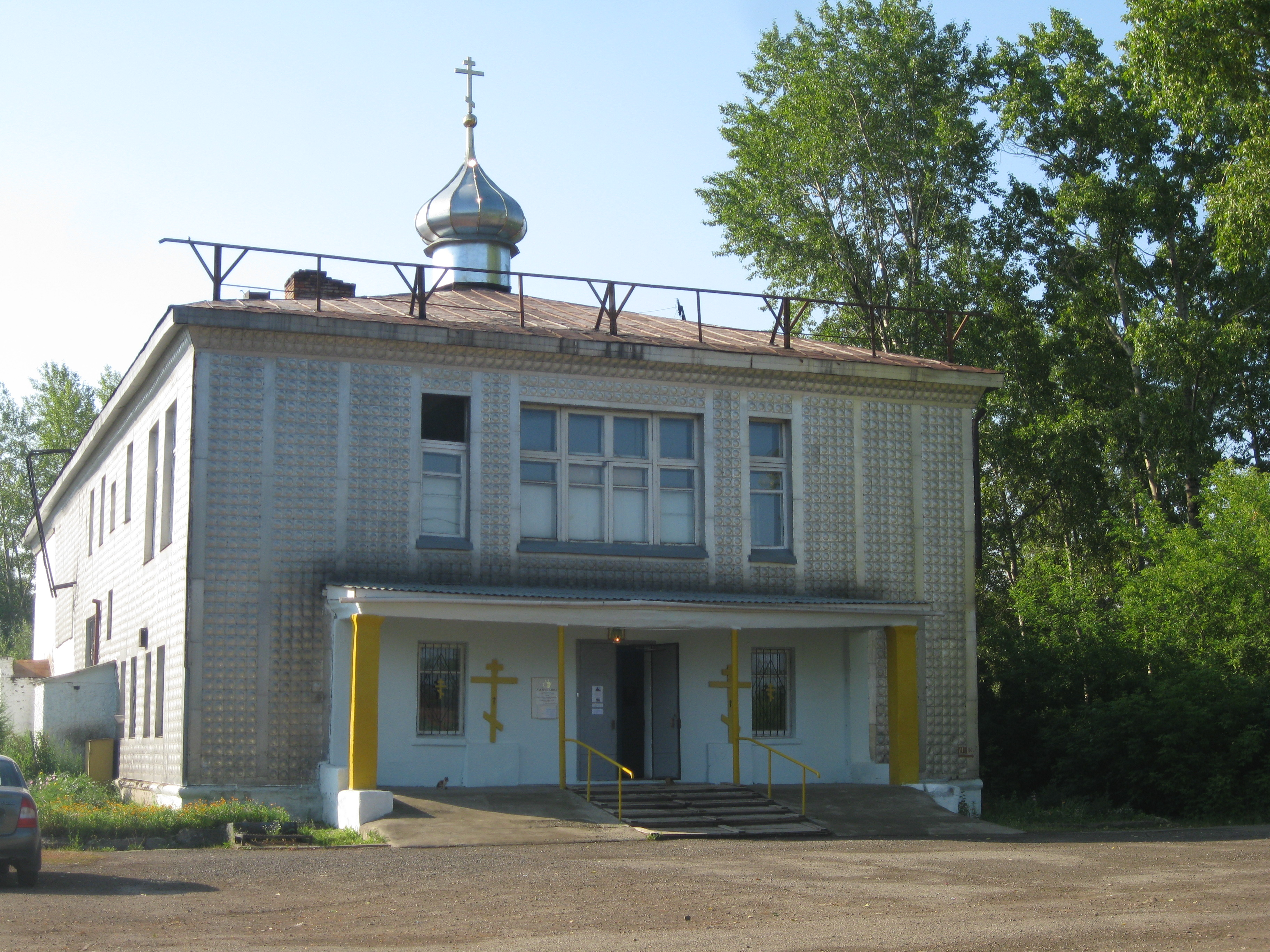
Храм в честь свщм. Андроника в г. Чернушка

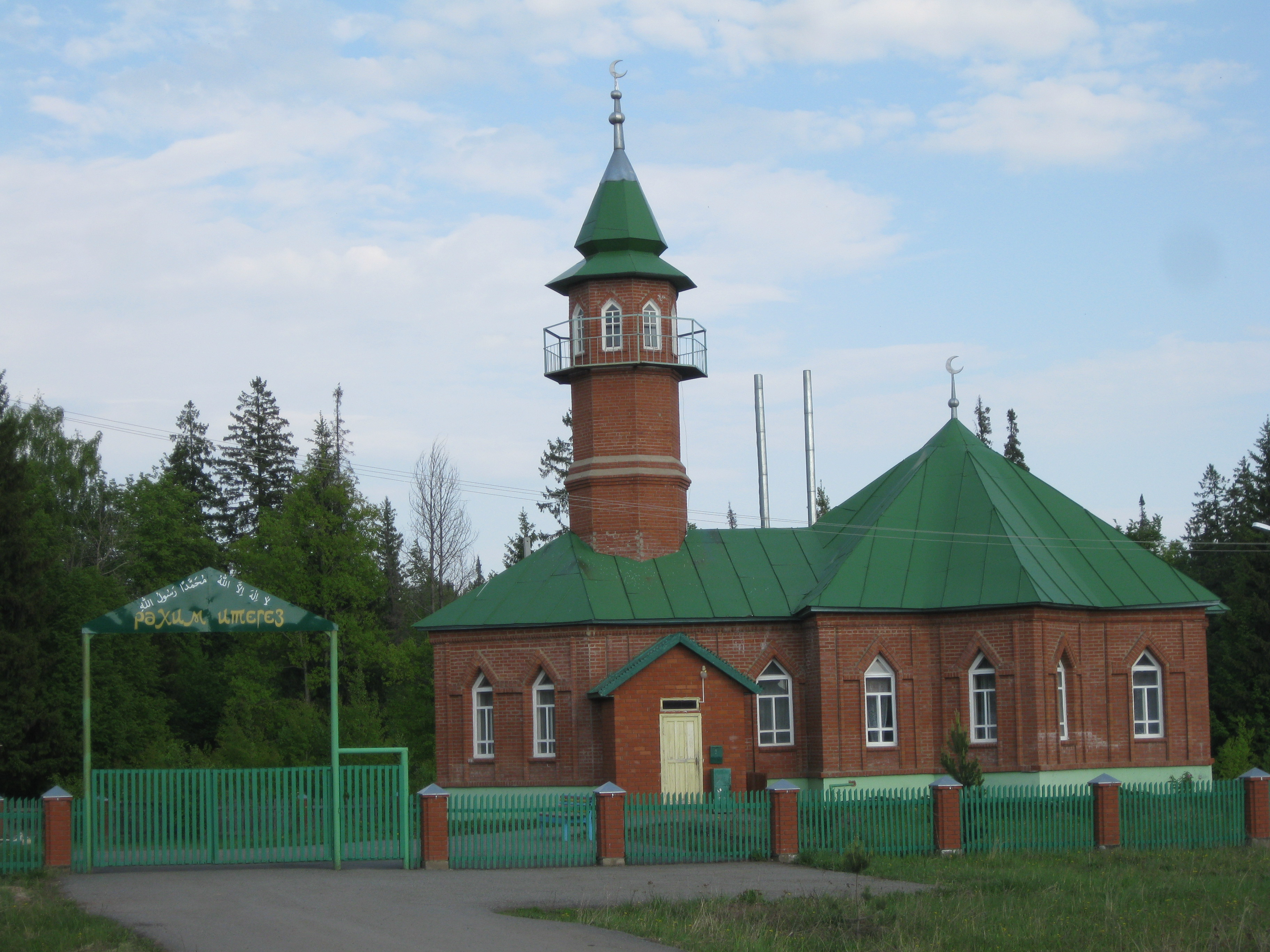
Мечеть в г. Чернушка

Население города преимущественно исповедует православие, значительна доля сторонников ислама, встречаются атеисты и приверженцы различных направлений христианства.
Православие: В городе действует Храм в честь сщмч. Андроника, архиепископа Пермского и Кунгурского Пермской Епархии Русской Православной церкви, открытый в 1999 году в приспособленном здании бывшего кинотеатра «Луч» (построенного в 50-е годы XX века). В 2011 году в Чернушке была заложена Спиридоновская церковь — Церковь Спиридона, епископа Тримифунтского. Церковь сооружена на средства благотворителей в духе современного церковного зодчества Греции. Одноглавый храм с невысокой колокольней.
Ислам:  В городе функционирует махалля (местное мусульманское религиозное объединение) и мечеть (открыта в 2004 году).

## Средства массовой информации
В Чернушке выпускаются газеты: «Маяк Приуралья» (с ноября 1930 года); «Вестник Чернушки»; «Уральская версия»; «Чернушка Плюс» и несколько бесплатных рекламных изданий. Работает телеканал «СТС—ВеЧер» (с января 1995 года), радиостанции: «Радио Болид», «Европа Плюс», «Радио МИР», «Радио Дача», «Русское радио». Также функционируют несколько городских веб-сайтов.

## Цифровое эфирное телевещание
С ноября 2015 года в Чернушке на 43 ДМВ-канале (650 МГц) ведётся цифровое эфирное телевещание первого мультиплекса РТРС-1.

## Известные жители и уроженцы
- Краснопёров Сергей Леонидович (1923—1944) — лётчик-штурмовик, герой Советского союза.
- Азанов, Геральд Васильевич (1935—2016) — бурильщик-передовик, Герой Социалистического Труда.
- Ведерников, Николай Степанович (1925—2011) — пулемётчик, Герой Советского Союза.
- Мель, Леонид Леонгардович (1903—1981) — композитор, Заслуженный работник культуры РСФСР.
- Францев, Евгений Иванович (1922—1944) — военный лётчик, Герой Советского Союза.
- Францев, Вячеслав Иванович (1929—1991) — кардиохирург, Заслуженный деятель науки РСФСР.
- Гостев, Пётр Андреевич (1924—1998) — разведчик-наблюдатель, полный кавалер ордена Славы.

## Город-побратим
- Светлогорск (Беларусь, Гомельская область)